# 阿特蘭蒂達 (烏拉圭)

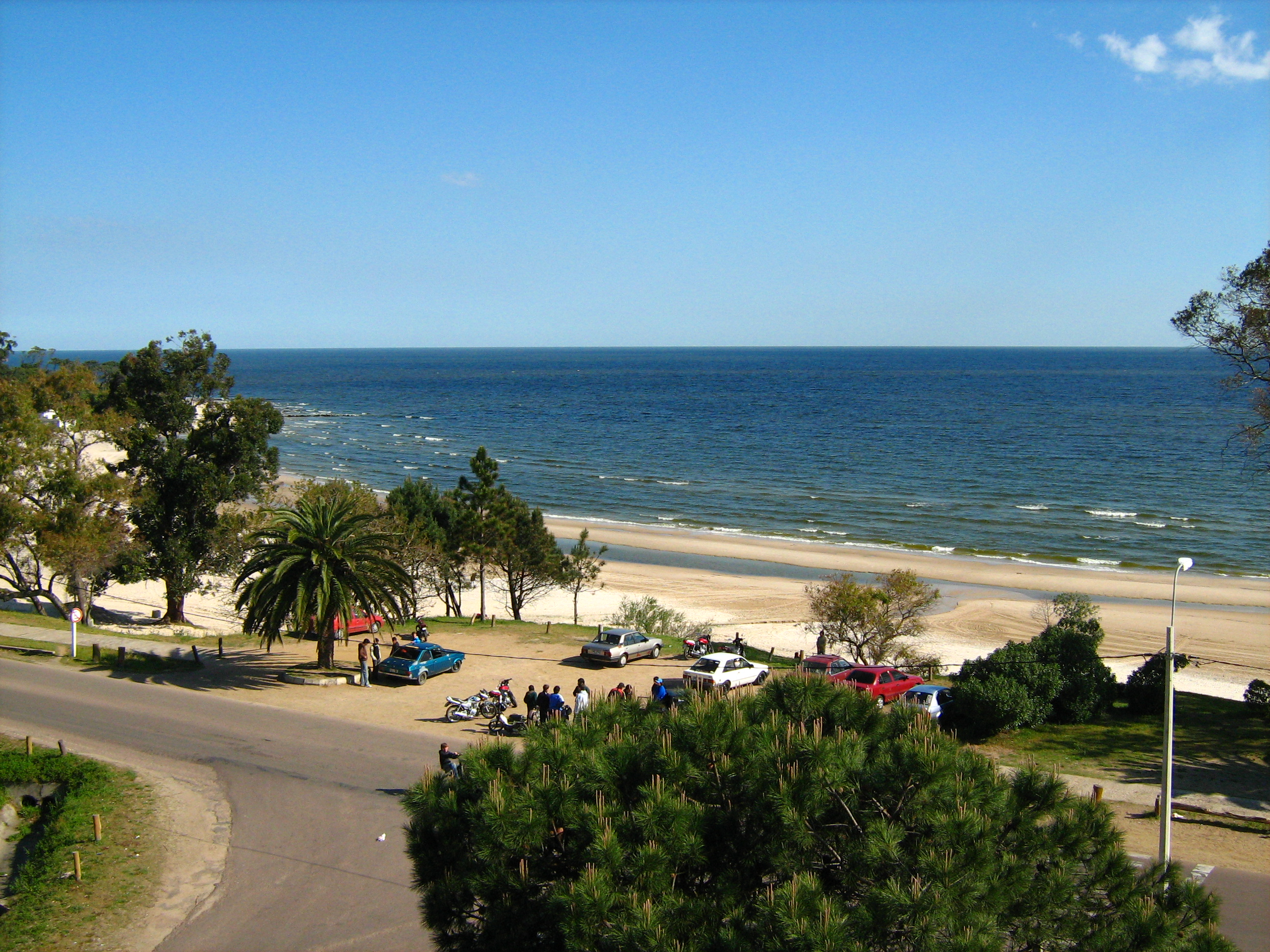

阿特蘭蒂達是烏拉圭的城市，由卡內洛內斯省負責管轄，位於該國南部拉普拉塔河畔，距離首都蒙特維多45公里，始建於1911年，2004年人口4,580。

## 外部連結
- Official website （页面存档备份，存于）
- El Pais/Viajes, article about Atlántida （页面存档备份，存于）
- Correo Uruguayo, Stamp for the 100 years of Atlántida, showing the Edificio Planeta. （页面存档备份，存于）
- INE map of Atlántida（页面存档备份，存于）